# Claude Whatham
Claude Whatham est un réalisateur britannique né le 7 décembre 1927 à Manchester (Royaume-Uni) et mort le 4 janvier 2008.

## Filmographie
- 1965 : The Man in Room 17 (série télévisée)
- 1967 : The Fellows (série télévisée)
- 1968 : All's Well That Ends Well (TV)
- 1968 : Hello, Good Evening, and Welcome (TV)
- 1969 : Mother Love (TV)
- 1969 : A Voyage Round My Father (TV)
- 1970 : Flotsam and Jetsam (TV)
- 1971 : Elizabeth R (feuilleton TV)
- 1973 : That'll Be the Day
- 1973 : Cheri (TV)
- 1974 : Swallows and Amazons
- 1975 : All Creatures Great and Small
- 1975 : Caesar and Claretta (TV)
- 1975 : Du cidre avec Rosy (Cider with Rosie) (TV)
- 1976 : Victorian Scandals (série télévisée)
- 1978 : Betzi (TV)
- 1978 : Disraeli (feuilleton TV)
- 1980 : Sweet William
- 1981 : Hoodwink
- 1981 : Fothergill (TV)
- 1982 : Un meurtre est-il facile ? (Murder Is Easy) (TV)
- 1983 : The Captain's Doll (TV)
- 1985 : Le Domaine du crime (Murder Elite)
- 1985 : Signé Cat's Eyes ("C.A.T.S. Eyes") (série télévisée)
- 1989 : Jumping the Queue (TV)
- 1990 : Buddy's Song